# 山本吉男
山本 吉男（ヤマモト ヨシオ　1950年 - ）
女子美術大学名誉教授。
女子美術大学芸術学部デザイン・工芸学科教授、同大学大学院美術研究科教授を歴任。
専攻はプロダクトデザイン。
- 昭和５１年３月 - 東京芸術大学美術学部工芸科デザイン専攻　卒業
- 昭和５５年３月 - 東京芸術大学美術学部デザイン科研究生　修了

## 職歴
- 昭和５１年４月〜昭和５４年３月

　　　NIDOインダストリアルデザイン事務所勤務（乳幼児の生活ギア・玩具・教具等のデザイン）
- 昭和５４年４月〜現在に至る

　　　デザインスペースKICHI主宰（遊具・ モータースポーツ関連・ ストリートファニチュア・
　　　ショップ・家具・測定機器・その他生活ギア・グラフィックのデザイン）
- 昭和５４年８月〜平成２年３月

　　　新宿美術学院勤務（デザイン科講師）
- 平成２年４月〜現在に至る

　　　女子美術大学勤務   [ 現在、女子美術大学　名誉教授 ]
　　　　　平成２年４月〜平成５年３月　　　専任講師
　　　　　平成５年４月〜平成１１年３月　　助教授
　　　　　平成１１年４月〜平成２８年３月　教授
　　　　　平成１１年４月〜平成２８年３月　大学院教授
　　　　　平成２８年４月〜平成２９年３月　定年退職後、学部及び大学院　非常勤講師
　　　　　平成２９年４月〜現在に至る　　　大学院　非常勤講師
　　　　　　平成５年４月〜平成７年３月　　　大学学生課課長兼務
　　　　　　平成２１年６月〜平成２５年５月　広報担当部長兼務
　　　　　　平成１３年４月〜平成１６年３月　デザイン科造形計画専攻主任兼務
　　　　　　平成１６年４月〜平成１９年３月　デザイン学科主任 及び PD・EDコース主任兼務　
　　　　　　平成１６年４月〜平成１７年３月　研究所研究員兼務
- 平成８年４月〜平成９年３月

　　　国内研究員　東京芸術大学 
- 平成２８年４月〜現在に至る

　　　新渡戸文化学園高等学校　顧問・非常勤講師

## デザイン担当歴
- 昭和５１年

　　　学習教材　　　（株）学習研究社　　「一年の科学（かげえがんとうき）」
　　　学習教材　　　（株）学習研究社　　「一年の科学（りかぼうえんきょう・けんびきょう）」
　　　玩具　　　　　　コンビ（株）　　　「回転オルゴール」
　　　乳幼児用具　　　コンビ（株）　　　「ベビーカー」
　　　食卓用具　　　（株）電通　　　　　「コーヒーボトル」
- 昭和５２年

　　　乳幼児用具　　　コンビ（株）　　　「乳児のための室温計」
　　　玩具　　　　　　コンビ（株）　　　「構成玩具」
　　　生活用具　　　　コンビ（株）　　　「病人用便器」
　　　生活用具　　　（株）木村寝台　　　「寝たきり老人用ベッド」
- 昭和５３年

　　　　乳幼児用具　　　コンビ（株）　　　「おぶい具（ベビーキャリア）」
　　　　学習教材　　　（株）学習研究社　　「一年の科学（じしゃくてんとうむし）」
　　　　学習教材　　　（株）学習研究社　　「一年の科学（じっけんかんさつケース）」
　　　　学習教材　　　（株）学習研究社　　「一年の科学（くさ花いんさつセット）」
　　　　学習教材　　　（株）学習研究社　　「一年の科学（カラーかげえげんとうき）」
- 昭和５４年

　　　　玩具　　　　　　コンビ（株）　　　「キリンプルトイ」
　　　　幼児用具　　　　コンビ（株）　　　「幼児用補助洋式便座」
　　　　幼児用具　　　　コンビ（株）　　　「幼児用補助和式便器」
　　　　店舗ファサード・マーク　森の家　　「子供連れお母さん対象の総菜店」
　　　　ストリートファニュチュア　前田商事（株）「公園としての橋のバリエーション展開」
- 昭和５５年

　　　　遊具　　　　　（株）創研　　　　　「木製ユニット遊具」
　　　　ストリートファニュチュア（株）創研　「木材及び金属製公園設置用ベンチ」
　　　　ストリートファニュチュア（株）創研　「木材及び金属製公園設置用灰皿」
　　　　ストリートファニュチュア（株）創研　「木材及び金属製公園設置用屑入れ」
　　　　食卓用具　　　（株）電通　　　　　「調味料ケース」
　　　　生活用具　　　　村口デザイン事務所　「ヤクルト集配ケース」
- 昭和５６年

　　　　遊具　　　　　（株）創研　　　　　「木製ユニット遊具」
　　　　マーク　　　　（株）創研　　　　　「木製遊具会社」
　　　　プレミアム　　（株）創研　　　　　「木製筆記具スタンド」
　　　　遊具　　　　　（株）日東商事　　　「FRP製ユニット遊具」
- 昭和５７年

　　　　インテリア　　（株）三菱自動車工業　「自動車内装」
　　　　ストリートファニュチュア（株）創研　「木製曲面パーゴラ」
　　　　ストリートファニュチュア（株）日東商事　「FRP製擬木テーブル」
- 昭和５８年

　　　　ストリートファニュチュア（株）創研　「木製寄り掛かるベンチ」
　　　　遊具　　　　　（株）創研　　　　　「木製ユニット遊具」
　　　　CI計画　　　　（株）三菱自動車工業　「パリダカールラリー三菱ワークスチーム」
　　　　カラーリング　（株）三菱自動車工業　「RACラリー出場車両（スタリオン４WDラリー）」
　　　　展示ブース　　（株）三菱自動車工業　「海外自動車ショー展示ブース」
　　　　遊具　　　　　（株）創研　　　　　「木製遊具」
　　　　ストリートファニュチュア（株）日東商事　「FRP製公園用四阿」
　　　　ストリートファニュチュア（株）日東商事　「FRP製公園用シェルター」
　　　　ストリートファニュチュア（株）日東商事　「FRP製公園用案内ポール」
- 昭和５９年

　　　　カラーリング　（株）三菱自動車工業　「パリダカールラリー出場車両（パジェロ）」
　　　　カラーリング　（株）ヨコハマタイア　「レース出場車両」
　　　　ストリートファニュチュア（株）日東商事　「FRP製幼稚園用タイムカプセル」
　　　　遊具　　　　　（株）日東商事　　　「FRP製ユニット遊具」
- 昭和６０年

　　　　カラーリング　（株）三菱自動車工業　「パリダカールラリー出場車両（パジェロ）」
　　　　カラーリング　（株）三菱自動車工業　「ワンメイクレースカー（ミラージュ）」
　　　　体育遊具　　　（株）創研　　　　　「木製体育遊具（マイトレーナー）」
　　　　遊具　　　　　（株）日東商事　　　「FRP製組立式滑り台（象キャラクター）」
　　　　遊具　　　　　（株）日東商事　　　「FRP製ゲートボールゲート」
　　　　遊具　　　　　（株）GL開発　　　　「FRP製パターゴルフゲート」
- 昭和６１年

　　　　カラーリング　（株）三菱自動車工業　「パリダカールラリー出場車両（パジェロ）」
　　　　教材企画　　　（株）学習研究社　　「児童用科学雑誌付録教材」
　　　　玩具企画　　　（株）学習研究社　　「知育玩具」
　　　　ストリートファニュチュア（株）創研　「木製レンガタイル（屋外ペイブメント用）」
　　　　ストリートファニュチュア（株）創研　「木材及び鋳鉄製ベンチ」
　　　　遊具　　　　　（株）日東商事　　　「FRP製組立式幼稚園用プール（くじらキャラクター）」
　　　　遊具　　　　　（株）GL開発　　　　「FRP製ウォータースライダー」
　　　　インテリア　　（株）三松　　　　　「ハイティーン女性対象のロフトショップ（ティアン）」
　　　　ストリートファニュチュア　伊藤鉄工（株）　「鋳鉄製照明柱」
- 昭和６２年

　　　　自動車ボディー（株）三菱自動車工業　「パリダカールラリー出場車両（パジェロ）」
　　　　カラーリング　（株）三菱自動車工業　「パリダカールラリー出場車両（パジェロ）」
　　　　遊具　　　　　（株）創研　　　　　「木製遊具」
　　　　遊具　　　　　（株）創研　　　　　「木製樹木名当てポール」
　　　　ストリートファニュチュア　伊藤鉄工（株）　「鋳鉄製照明柱」
　　　　ストリートファニュチュア　伊藤鉄工（株）　「鋳鉄製フェンス」
　　　　ストリートファニュチュア　伊藤鉄工（株）　「コンクリートとの組み合わせ鋳鉄製レリーフ」
　　　　ステーショナリー　伊藤鉄工（株）　「鋳鉄製ペン皿」
- 昭和６３年

　　　　ストリートファニュチュア（株）創研　「公園用木材及び鋳鉄製灰皿」
　　　　ストリートファニュチュア（株）創研　「公園用木材及び鋳鉄製屑入れ」
　　　　ストリートファニュチュア（株）創研　「公園用木材及び金属製車止め」
　　　　ストリートファニュチュア（株）創研　「公園用木材及び金属製樹木支柱」
　　　　ストリートファニュチュア（株）創研　「公園用木製時計塔」
　　　　ストリートファニュチュア　伊藤鉄工（株）　「鋳鉄製照明柱」
　　　　ストリートファニュチュア　伊藤鉄工（株）　「鋳鉄製フェンス」
　　　　ストリートファニュチュア　伊藤鉄工（株）　「鋳鉄製車止め」
　　　　ストリートファニュチュア　浜親鋳造（株）　「鋳鉄製フェンス」
　　　　プレミアム　　（株）電通　　　　　「サントリープレミアム提案」
- 平成１年

　　　　カラーリング　（株）ラリーアート　「レース出場車両（ミラージュ）」
　　　　カラーリング　（株）三菱自動車工業　「パリダカールラリー出場車両（パジェロ）」
　　　　ストリートファニュチュア　伊藤鉄工（株）　「鋳鉄製マンホール」
　　　　ストリートファニュチュア　伊藤鉄工（株）　「鋳鉄製園名板」
　　　　ストリートファニュチュア　伊藤鉄工（株）　「鋳鉄製道路標示銘板」
　　　　ストリートファニュチュア　伊藤鉄工（株）　「鋳鉄製ツリープロテクター」
　　　　家具　　　　　　日進木工（株）　　「集成木材製ローテーブル」
　　　　家具　　　　　　日進木工（株）　　「集成木材製座椅子」
　　　　家具　　　　　　日進木工（株）　　「集成木材製サイドテーブル」
　　　　家具　　　　　　野田産業（株）　　「フラッシュ木材製違い棚」
　　　　家具　　　　　　野田産業（株）　　「フラッシュ木材製収納棚」
　　　　家具　　　　　　吉田印刷紙工（株）「紙製収納引き出し」
　　　　家具　　　　　　ヤダカズ陶苑　　　「陶器製花器」
　　　　家具　　　　　　ヤダカズ陶苑　　　「陶器製盛器」
- 平成２年

　　　　カラーリング　（株）ラリーアート　「イベント展示車両（ライカPX-33）」
　　　　カラーリング　（株）ラリーアート　「営業用展示車両（レイバンパジェロ）」
　　　　カラーリング　（株）ラリーアート　「トライアルカー（オフロードワンパジェロ）」
　　　　カラーリング　（株）ラリーアート　「レースカー用トランスポーター（フォーミュラーミラージュ）」
　　　　マーク　　　　（株）ラリーアート　「レース用マーク（カープラザレース）」
　　　　カラーリング　（株）ラリーアート　「レース出場車両（チームアリスミラージュ）」
　　　　カラーリング　（株）ラリーアート　「レース出場車両（チームカープラザフォーミュラー）」
　　　　カラーリング　（株）ラリーアート　「レース出場車両（チーム日新製鋼フォーミュラー）」
　　　　カラーリング　（株）ラリーアート　「レース出場車両（チームアリスフォーミュラー）」
　　　　ファサード　　　伊藤鉄工（株）　　「鋳鉄会社展示建物ファサード」
　　　　カラーリング　（株）ラリーアート　「レース出場車両（HAI・JAVICミラージュ）」
　　　　カラーリング　（株）ラリーアート　「レース出場車両（神奈川中央三菱ミラージュ）」
　　　　カラーリング　（株）ラリーアート　「レース出場車両（カープラザ横須賀三菱ミラージュ）」
　　　　カラーリング　（株）ラリーアート　「営業用展示出場車両（カープラザ牧方ミラージュ）」
　　　　ユニフォーム　（株）ラリーアート　「三菱自動車サッカーチームユニフォーム」
　　　　エンブレム　　（株）ラリーアート　「三菱自動車サッカーチームエンブレム」
　　　　カラーリング　（株）ラリーアート　「パリルダカールラリーサポートキャミオン（三菱石油）」
　　　　カラーリング　（株）ラリーアート　「パリルダカールラリーサポートキャミオン（レイバン・オフロードワン）」
　　　　カラーリング　（株）ラリーアート　「パリルダカールラリーサポートキャミオン（GENUINE PARTS）」
　　　　カラーリング　（株）ラリーアート　「パリルダカールラリー出場車両（ニコンパジェロ）」
　　　　カラーリング　（株）ラリーアート　「パリルダカールラリー出場車両（シチズンパジェロ）」
　　　　カラーリング　（株）ラリーアート　「パリルダカールラリー出場車両（レイバン・オフロードワンパジェロ）」
　　　　カラーリング　（株）ラリーアート　「パリルダカールラリー出場車両（山崎・アジェナパジェロ）」
　　　　ウエアー　　　（株）ラリーアート　「パリルダカールラリー三菱自動車ワークスチームユニフォーム」
　　　　カラーリング　（株）ラリーアート　「レースペースカー（ラリーアートGTO）」
　　　　カラーリング　 日進木工（株）　　「自社社員用バス」
　　　　家具　　　　　 日進木工（株）　　「木製椅子」
　　　　スポーツ器具　（株）CBSソニーコミュニケーションズ　「ゴルフスイング測定機」
　　　　モニュメント　　伊藤鉄工（株）　　「＂未来＂鋳鉄・ステンレス製　at.お台場」
　　　　CI計画　　　　（株）ラリーアート　「マーク・ロゴ・看板・レーシングカー・ピットシャツ・ブルゾン・Tシャツ・レーシングスーツ
　　　　　　　　　　　　　　　　　　　　・イベントウエア・キャップ・タオル・セールスウエア・シャツ・タイ・ブレザー（EON社）」
- 平成３年

　　　　ウエアー　　　（株）ラリーアート　「レーシングスーツ・ヘルメット（日本コンピュータフォーミュラー）」
　　　　オプショナルパーツ　（株）ラリーアート「ステアリングホイール（ラリーアートバージョン）」
　　　　ウエアー　　　（株）ラリーアート　「メカニック用安全靴（ラリーアートバージョン）」
　　　　カラーリング　（株）ラリーアート　「レース出場車両（チーム清水建設フォーミュラー）」
　　　　カラーリング　（株）ラリーアート　「レース先導車両（清水ミラージュカップGTO）」
　　　　イベント関連　（株）ラリーアート　「レースイベント表彰ボード・レースクイーンウエアー・垂れ幕・フラッグ（清水ミラージュカップイベント）」
　　　　カラーリング　（株）ラリーアート　「レース出場車両（チーム旺文社フォーミュラー）」
　　　　プレミアム　　（株）ラリーアート　「自動車購入記念グッズ（ラリーアートバージョン）」
　　　　家具　　　　　　日進木工（株）　　「スツール」
　　　　カラーリング　（株）ラリーアート　「レース出場車両（カープラザ緑・パフォーマンスパドックミラージュ）」
　　　　カラーリング　（株）ラリーアート　「サーキットピットサービス車両（テスト＆サービス社）」
　　　　カラーリング　（株）ラリーアート　「パリ北京ラリー出場車両（マックレガーパジェロ）」
　　　　カラーリング　（株）ラリーアート　「パリ北京ラリーサポートキャミオン」
　　　　カラーリング　（株）ラリーアート　「パリ北京ラリー三菱自動車チームユニフォーム」
　　　　カラーリング　（株）ラリーアート　「オーストラリアンサファリラリー出場車両（ニコンーパジェロ）」
　　　　カラーリング　（株）ラリーアート　「東京モーターショー展示車両（三菱ミラージュ）」
　　　　カラーリング　（株）ラリーアート　「限定販売車両（三菱ランサー）」
　　　　オプショナルパーツ　（株）ラリーアート　「三菱パジェロ用オプショナルパーツ（フロントグリルガード・スペアタイアカバー
　　　　　　　　　　　　　　　　　　　　　・スキーキャリアー・サイドステップ・スポーツメーター・フォグランプカバー・エンブレム）」
　　　　カラーリング　（株）ラリーアート　「パリルカップラリー出場車両（大林組PX33）」
　　　　カラーリング　（株）ラリーアート　「レース出場車両（ランサープライベートチームラリーアート）」
　　　　カラーリング　（株）ラリーアート　「レース出場車両（フォルクスワーゲンフォームミュラー）」
　　　　カラーリング　（株）ラリーアート　「パリルカップラリー出場車両（ニコンパジェロプロトタイプ）」
　　　　カラーリング　（株）ラリーアート　「パリルカップラリー出場車両（シチズンパジェロプロトタイプ）」
　　　　カラーリング　（株）ラリーアート　「パリルカップラリー出場車両（三菱石油パジェロプロトタイプ）」
　　　　カラーリング　（株）ラリーアート　「パリルカップラリー出場車両（三菱石油パジェロ市販車改造タイプ）」
　　　　カラーリング　（株）ラリーアート　「パリルカップラリー出場車両（ニコンキャミオン）」
　　　　カラーリング　（株）ラリーアート　「パリルカップラリー出場車両（シチズンキャミオン）」
　　　　カラーリング　（株）ラリーアート　「ジムカーナ出場車両（ミラージュ）」
　　　　カラーリング　（株）ラリーアート　「ジムカーナ出場車両（ランサー）」
- 平成４年

　　　　オプショナルパーツ　（株）ラリーアート　「三菱パジェロ用オプショナルパーツ（アルミホイール・フロントグリルガード
　　　　　　　　　　　　　　　　　　　　　・スペアタイアガード・アンダーガード）」
　　　　プレミアム　　（株）ラリーアート　「スインググラス・グラスマーカー・マドラー・漆塗り時計（ギャランプレミアム）」
　　　　計測機器　　　　東亜医用電子（株）「血液分析機械ボディーA」
　　　　家具　　　　　（株）コトブキ　　　「シューズボックス」
　　　　カラーリング　（株）ラリーアート　「パリルダカールラリー出場車両（シチズンニュープロトタイプパジェロ）」
　　　　カラーリング　（株）ラリーアート　「パリルダカールラリー出場車両（ロスマンズニュープロトタイプパジェロ）」
　　　　カラーリング　（株）ラリーアート　「レース出場車両（伊勢丹ミラージュ）」
　　　　カラーリング　（株）ラリーアート　「レース出場車両（フォーミュラーミラージュ旺文社アリス）」
　　　　計測機器　　　　東亜医用電子（株）「血液分析機械ボディーB・サンプラー・Rユニット」
　　　　橋　　　　　　　伊藤鉄工（株）　　「鋳鉄製橋-親柱・高欄・高欄パネル」
　　　　カラーリング　（株）ラリーアート　「WRCラリー出場車両（三菱ワークスチームランサー）」
- 平成５年

　　　　オプショナルパーツ　（株）ラリーアート　「三菱パジェロ用オプショナルパーツ（ビンディングカバー
　　　　　　　　　　　　　　　　　　　　　・ホイールセンターキャップ・ホイール用パッケージ・タイダウンキット）」
　　　　カラーリングン（株）ラリーアート　「WRCラリー出場車両（三菱石油ランサー）」
　　　　カラーリング　（株）ラリーアート　「香港北京ラリー出場車両（三菱石油ランサー）」
　　　　ディレクション　相模原市国民年金課　「ポスター（大学生国民年金加入推進）」
　　　　カラーリング　（株）ラリーアート　「パリルダカールラリー出場車両（三菱石油ニュープロトタイプパジェロ）」
　　　　ディレクション　女子美術大学　　　「大学広報誌表紙　年３回発行）」
　　　　オプショナルパーツ　（株）ラリーアート　「三菱パジェロ用オプショナルパーツ（フロントグリルガードA
　　　　　　　　　　　　　　　　　　　　　・フロントグリルガードB・ルーフキャリア）」
　　　　カラーリング　（株）ラリーアート　「パリルダカールラリー出場車両（市販車改造パジェロ）」
- 平成６年

　　　　生活ギア　　　（株）蝶プラ工業　　「プラスティック製卓上用多用途収納ケース」
　　　　カラーリング　（株）ラリーアート　「レース出場車両（分祥堂ミラージュ）」
　　　　カラーリング　（株）ラリーアート　「レース出場車両（埼玉三菱コルトアスティー）」
　　　　カラーリング　（株）ラリーアート　「スペインバハラリー出場車両（ラリーアートパジェロ）」
　　　　オプショナルパーツ　（株）ラリーアート　「三菱KX用オプショナルパーツ（フロントグリルガード
　　　　　　　　　　　　　　　　　　　　　・スペアタイアガード・アルミホイール）」
　　　　ロゴマーク　　（株）ラリーアート　「レーシングティームロゴマーク（カープラザレーシング）」
　　　　ウエア　　　　（株）ラリーアート　「レーシングシューズ・トレッキングシューズ・ブーツ」
　　　　カラーリング　（株）ラリーアート　「パリルダカールラリー出場車両（三菱石油パジェロ）」
　　　　カラーリング　（株）ラリーアート　「パリルダカールラリー出場車両（オフロードエキスプレスパジェロ）」
- 平成７年

　　　　カラーリング　（株）ラリーアート　「ラリー出場車両（ニコンランサー）」
　　　　オプショナルパーツ　（株）ラリーアート　「三菱パジェロ用オプショナルパーツ（フロントグリルガード）」
　　　　カラーリング　（株）ラリーアート　「WRCラリー出場車両（三菱ランサーディーラーチーム）」
　　　　カラーリング　（株）ラリーアート　「WRCラリー出場車両（三菱石油ランサー）」
　　　　オプショナルパーツ　（株）ラリーアート　「自動車ショー用オプショナルパーツ（ショートストラーダフロントグリルガード）」
　　　　カラーリング　（株）ラリーアート　「オーストラリアサファリラリー出場車両（パジェロ）」
　　　　カラーリング　（株）ラリーアート　「パリルダカールラリー出場車両（オフロードエキスプレスパジェロ）」
　　　　カラーリング　（株）ラリーアート　「パリルダカールラリー出場車両（三菱石油パジェロ）」
　　　　カラーリング　（株）ラリーアート　「パリルダカールラリー出場車両（PIAAパジェロ）」
　　　　カラーリング　（株）ラリーアート　「パリルダカールラリー出場車両（三菱石油RVR）」
　　　　カラーリング　（株）ラリーアート　「パリルダカールラリー出場車両（三菱FUSO-TheGreatカープラザ）」
　　　　カラーリング　（株）ラリーアート　「パリルダカールラリーサポート車両（三菱石油キャミオン）」
　　　　カラーリング　（株）ラリーアート　「パリルダカールラリーサポート車両（オフロードエキスプレスキャミオン）」
　　　　ストリートファニュチュア　伊藤鉄工（株）　「マンホール」
- 平成８年

　　　　ストリートファニュチュア　伊藤鉄工（株）　「鋳鉄製ベンチ」
　　　　ストリートファニュチュア　伊藤鉄工（株）　「鋳鉄製車止め」
　　　　カラーリング　（株）ラリーアート　「レース出場車両（カリスマ阪急交通F3フォーミュラー）」
　　　　カラーリング　（株）ラリーアート　「パリルダカールラリー出場車両（三菱石油パジェロ）」
　　　　カラーリング　（株）ラリーアート　「ラリー出場車両（カリスマ）」
　　　　カラーリング　（株）ラリーアート　「WRCラリー出場車両（ランサーVR4）」
　　　　カラーリング　（株）ラリーアート　「レース出場車両（ランサーVR4プライベート）」
　　　　カラーリング　（株）ラリーアート　「ラリー出場車両（ランサーVR4プライベート）」
　　　　カラーリング　（株）ラリーアート　「パリルダカールラリー出場車両（三菱石油チャレンジャー）」
　　　　カラーリング　（株）ラリーアート　「パリルダカールラリー出場車両（PIAAパジェロ）」
　　　　カラーリング　（株）ラリーアート　「パリルダカールラリー出場車両（オフロードエキスプレスパジェロ）」
- 平成９年

　　　　カラーリング　（株）ラリーアート　「レース出場車両（カリスマ阪急交通F3フォーミュラー）」
　　　　ウエアー　　　（株）ラリーアート　「レース用ドライビィングスーツ・ヘルメット（カリスマ阪急交通F3）」
　　　　マーク　　　　（株）ラリーアート　「レースシングチームマーク（カリスマ阪急交通F3）」
　　　　3DCGパース　　（株）ラリーアートデザイン　「店舗外装パース（泉カープラザ）」
　　　　ストリートファニュチュア　伊藤鉄工（株）「鋳鉄製車止め」
　　　　ストリートファニュチュア　伊藤鉄工（株）「鋳鉄・木材製ベンチ」
　　　　オプショナルパーツ　（株）ラリーアート　「三菱パジェロジュニア用オプショナルパーツ（樹脂製バンパー）」
　　　　ストリートファニュチュア　伊藤鉄工（株）「鋳鉄・ステンレス製ベンチ」
　　　　ストリートファニュチュア　伊藤鉄工（株）「鋳鉄製水飲み」
　　　　カラーリング　（株）ラリーアート　「パリルダカールラリー出場車両（三菱石油パジェロ）」
　　　　カラーリング　（株）ラリーアート　「パリルダカールラリー出場車両（PIAAパジェロ）」
　　　　カラーリング　（株）ラリーアート　「パリルダカールラリー出場車両（三菱石油チャレンジャー）」
　　　　モニュメント　　杉並区　　　　　　「＂時＂ステンレス製　at.上井草スポーツセンター」
　　　　ストリートファニュチュア　伊藤鉄工（株）「鋳鉄製フェンス」
　　　　ディレクション　女子美術大学　　　「ブローシャー（大学案内）」
- 平成１０年

　　　　ストリートファニュチュア　伊藤鉄工（株）「消火栓マンホール用LEDユニット」
　　　　ストリートファニュチュア　伊藤鉄工（株）「鋳鉄・ステンレス製ベンチ」
　　　　ストリートファニュチュア　伊藤鉄工（株）「鋳鉄製フェンス」
　　　　ストリートファニュチュア　伊藤鉄工（株）「鋳鉄製レリーフ」
　　　　照明器具　　　（株）中川陶器　　　「陶器製ランプシェード A・B・C・D」
　　　　グラフィック　（株）ラリーアート　「ステッカー（創業15周年記念）」　
　　　　展示コーナー　（株）ラリーアート　「ラリーアート製品」
　　　　カレンダー　　（株）ラリーアート　「カレンダー（MCL）」
　　　　展示コーナー　（株）ラリーアート　「レグナムオプション」
　　　　ディレクション　女子美術大学　　　「ブローシャー（大学案内）」
　　　　カラーリング　（株）ラリーアート　「ラリー出場車両（ランサー）」　
　　　　カラーリング　（株）ラリーアート　「ラリー出場車両（グランディス）」
　　　　ピクトグラム　（株）ラリーアート　「ディーラーサービスメニュー」
　　　　カラーリング　（株）ラリーアート　「パリルダカールラリー出場車両（三菱石油パジェロ）」
　　　　カラーリング　（株）ラリーアート　「パリルダカールラリー出場車両（三菱石油チャレンジャー）」
　　　　カラーリング　（株）ラリーアート　「パリルダカールラリー出場車両（三菱石油キャミオン）」
　　　　ウエアー　　　（株）ラリーアート　「ドライビングスーツ（パリルダカールラリーワークスチームドライバー用）」　
　　　　グラフィック　（株）ラリーアート　「リーフレット（ミニキャブ販促用）」
- 平成１１年

　　　　玩具　　　　　（株）トミー　　　　「ミッキーマウスキラクターシリーズ A・B・C・D」
　　　　ベビーカーシート（株）トミー　　　「ベビーカーシートグラフィック」
　　　　オプショナルパーツ　（株）ラリーアート　「デリカ用フロントパーツ」
　　　　カラーリング　（株）ラリーアート　「パリルダカールラリー出場車両（パジェロ篠塚車）」
　　　　カラーリング　（株）ラリーアート　「パリルダカールラリー出場車両（パジェロ増岡車）」
　　　　インターフェイス　ツカサ電工（株）「スポーツタイマーリモコン」
　　　　ディレクション　女子美術大学　　　「ブローシャー（大学案内）」
　　　　グラフィック　（株）ラリーアート　「ステッカー」
　　　　カラーリング　（株）ラリーアート　「パリルダカールラリー出場車両（三菱石油キャミオン）」
　　　　スタイリング　（株）ラリーアート　「パジェロミニラリーアートバージョン」
　　　　グラフィック　（株）ラリーアート　「ペーパーバッグ（三菱自動車工業海外企画）」
　　　　カラーリング　（株）ラリーアート　「市販車パジェロパリダカレプリカ仕様車」
- 平成１２年

　　　　3DCGパース　　（株）ラリーアートデザイン　「DAIKららぽーと船橋ファサード」
　　　　ディレクション　女子美術大学　　　「広報誌（What’JOSHIBI）」
　　　　ディレクション　女子美術大学　　　「学生作品集」
　　　　カラーリング　（株）ラリーアート　「三菱自動車ワークスラリー出場車両（BAJA2000チャレンジャー）
- 平成１４年

　　　　ペット用具　　　東京ペット株式会社「ペット用キャリーバッグ」
　　　　グラフィック　　小杉みどり・林泰江・斉藤恵美子　「DM（糸と手織展）」
　　　　グラフィック　　鳳蘭事務所　　　　「カレンダー（鳳蘭2003）」
- 平成１５年

　　　　グラフィック　　鳳蘭事務所　　　　「ブローシャー（鳳蘭2003MESSAGE）」
　　　　グラフィック　　鳳蘭事務所　　　　「カレンダー（鳳蘭2004）」
　　　　グラフィック　　株式会社甲洋　　　「ホームページデザイン・製作（株式会社甲洋）」
- 平成１６年

　　　　グラフィック　　鳳蘭事務所　　　　「ブローシャー（鳳蘭2004MESSAGE）」
　　　　グラフィック　　鳳蘭事務所　　　　「カレンダー（鳳蘭2005）」
　　　　グラフィック　　鳳蘭事務所　　　　「暖簾（鳳蘭）」
- 平成１７年

　　　　グラフィック　　鳳蘭事務所　　　　「会報誌（ツレちゃんのショートメッセージ2005）」
　　　　グラフィック　　鳳蘭事務所　　　　「ブローシャー（鳳蘭2005MESSAGE）」
　　　　グラフィック　　鳳蘭事務所　　　　「カレンダー（鳳蘭2006）」
　　　　生活ギア　　　　共和総業株式会社　「卓上型テープカッター（テープを折り返して剥がし部
　　　　　　　　　　　　　　　　　　　　　　のできる機構を有するテープカッター本体」
　　　　生活ギア　　　　共和総業株式会社　「ハンディータイプテープカットホルダー　パッケージ」
- 平成１８年

　　　　グラフィック　　鳳蘭事務所　　　　「会報誌（ツレちゃんのショートメッセージ2006）」
　　　　グラフィック　　鳳蘭事務所　　　　「ブローシャー（鳳蘭2006MESSAGE）」
　　　　グラフィック　　鳳蘭事務所　　　　「カレンダー（鳳蘭2007）」
　　　　生活ギア　　　　川口商工会議所　　「鋳鉄製鍋（JAPANブランド育成支援事業）」
- 平成１９年

　　　　グラフィック　　鳳蘭事務所　　　　「会報誌（ツレちゃんのショートメッセージ2007）」
　　　　グラフィック　　鳳蘭事務所　　　　「ブローシャー（鳳蘭2007MESSAGE）」
　　　　グラフィック　　鳳蘭事務所　　　　「カレンダー（鳳蘭2008）」
- 平成２０年

　　　　グラフィック　　鳳蘭事務所　　　　「リーフレット（鳳蘭レビューアカデミーvol.1）」
　　　　グラフィック　　鳳蘭事務所　　　　「リーフレット（鳳蘭レビューアカデミーvol.2）」
　　　　グラフィック　　鳳蘭事務所　　　　「会報誌（ツレちゃんのショートメッセージ2008）」
　　　　グラフィック　　鳳蘭事務所　　　　「ブローシャー（鳳蘭2008MESSAGE）」
　　　　グラフィック　　鳳蘭事務所　　　　「カレンダー（鳳蘭2009）」
- 平成２１年

　　　　グラフィック　　鳳蘭事務所　　　　「会報誌（ツレちゃんのショートメッセージ2009）」
　　　　グラフィック　　鳳蘭事務所　　　　「ブローシャー（鳳蘭2009MESSAGE）」
　　　　グラフィック　　鳳蘭事務所　　　　「カレンダー（鳳蘭2010）」
　　　　ディレクション　女子美術大学　　　「広報誌（女子美No.164）」
　　　　道具　　　　　　女子美術大学　　　「タペストリー（入試説明会会場）」
　　　　道具　　　　　　女子美術大学　　　「受付カウンター（入試説明会会場）」
- 平成２２年

　　　　グラフィック　　鳳蘭事務所　　　　「ブローシャー（鳳蘭2010MESSAGE）」
　　　　グラフィック　　鳳蘭事務所　　　　「カレンダー（鳳蘭2011）」
　　　　グラフィック　　日本電材株式会社　「社内規格・仕様書・作業標準」
　　　　ディレクション　女子美術大学　　　「広報誌（女子美No.165）」
　　　　ディレクション　女子美術大学　　　「広報誌（女子美No.166）」
　　　　ディレクション　女子美術大学　　　「広報誌（女子美No.167）」
　　　　ディレクション　女子美術大学　　　「ブローシャー（大学案内2011）」
　　　　ディレクション　女子美術大学　　　「ブローシャー（入試ガイド2011）」
　　　　ディレクション　女子美術大学　　　「ホームページ（プロダクトデザイン専攻2011）」
- 平成２３年

　　　　グラフィック　　鳳蘭事務所　　　　「ブローシャー（鳳蘭2011MESSAGE）」
　　　　グラフィック　　鳳蘭事務所　　　　「カレンダー（鳳蘭2012）」
　　　　グラフィック　　株式会社甲洋　　　「ホームページ（株式会社甲洋リファイン）」
　　　　ディレクション　女子美術大学　　　「広報誌（女子美No.168）」
　　　　ディレクション　女子美術大学　　　「広報誌（女子美No.169）」
　　　　ディレクション　女子美術大学　　　「広報誌（女子美No.170）」
　　　　ディレクション　女子美術大学　　　「広報誌（女子美卒業生特別号）」
　　　　ディレクション　女子美術大学　　　「オープンキャンパス告知ツール」
　　　　ディレクション　女子美術大学　　　「ブローシャー（大学案内2012）」
　　　　ディレクション　女子美術大学　　　「ブローシャー（入試ガイド2012）」
　　　　ディレクション　女子美術大学　　　「ホームページ（プロダクトデザイン専攻2012）」
　　　　グラフィック　　女子美術大学　　　「VI（女子美術大学入試説明会会場）」
- 平成２４年

　　　　グラフィック　　鳳蘭事務所　　　　「ブローシャー（鳳蘭2012MESSAGE）」
　　　　グラフィック　　鳳蘭事務所　　　　「カレンダー（鳳蘭2013）」
　　　　ディレクション　女子美術大学　　　「広報誌（女子美No.171）」
　　　　ディレクション　女子美術大学　　　「広報誌（女子美No.172）」
　　　　ディレクション　女子美術大学　　　「広報誌（女子美No.173）」
　　　　ディレクション　女子美術大学　　　「ブローシャー（大学案内2013）」
　　　　ディレクション　女子美術大学　　　「ブローシャー（入試ガイド2013）」
　　　　ディレクション　女子美術大学　　　「看板（古淵駅）」
　　　　ディレクション　女子美術大学　　　「看板（相模大野駅）」
　　　　ディレクション　女子美術大学　　　「看板（東高円寺駅）」
　　　　ディレクション　女子美術大学　　　「DM（進学説明会）」
　　　　ディレクション　女子美術大学　　　「DM（オープンキャンパス）」
　　　　ディレクション　女子美術大学　　　「DM（初夏の進学説明会）」
　　　　ディレクション　女子美術大学　　　「DM（AO入試告知）」
　　　　ディレクション　女子美術大学　　　「プレミアム（広報バッグ）」
- 平成２５年

　　　　グラフィック　　鳳蘭事務所　　　　「ブローシャー（鳳蘭2013MESSAGE）」
　　　　グラフィック　　鳳蘭事務所　　　　「カレンダー（鳳蘭2014）」
　　　　テーブルウエア　会津塗伝統工芸士会「漆塗り絵皿A・B・C・D・F・F・G・H・I・J・K」
　　　　ディレクション　女子美術大学　　　「広報誌（女子美No.174）」
　　　　ディレクション　女子美術大学　　　「広報誌（女子美No.175）」
　　　　ディレクション　女子美術大学　　　「ブローシャー（大学案内2014）」
　　　　ディレクション　女子美術大学　　　「ブローシャー（入試ガイド2014）」
　　　　ディレクション　女子美術大学　　　「DM（初夏の進学説明会）」
　　　　ディレクション　女子美術大学　　　「DM（広報年間スケジュール）」
　　　　ディレクション　女子美術大学　　　「ブローシャー（オープンキャンパスプレ）」
　　　　ディレクション　女子美術大学　　　「ブローシャー（オープンキャンパス）」
　　　　ディレクション　女子美術大学　　　「保護者用ツール」
　　　　ディレクション　女子美術大学　　　「内定者紹介ツール」
　　　　ディレクション　女子美術大学　　　「ホームページ（プロダクトデザイン専攻2014）」
- 平成２６年

　　　　グラフィック　　鳳蘭事務所　　　　「ブローシャー（鳳蘭2014MESSAGE）」
　　　　グラフィック　　鳳蘭事務所　　　　「カレンダー（鳳蘭2015）」
　　　　グラフィック　　日本電材株式会社　「社内規格・仕様書・作業標準　リファイン」
　　　　グラフィック　　女子美術大学　　　「プロダクトデザイン専攻2013卒業制作集」
- 平成２７年

　　　　グラフィック　　鳳蘭事務所　　　　「カレンダー（鳳蘭2016）」
　　　　グラフィック　　女子美術大学　　　「プロダクトデザイン専攻2014卒業制作集」
- 平成２８年

　　　　グラフィック　　鳳蘭事務所　　　　「ブローシャー（鳳蘭2016MESSAGE）」
　　　　グラフィック　　女子美術大学　　　「プロダクトデザイン専攻2015卒業制作集」
　　　　グラフィック　　新渡戸文化学園　　「バックボード（東京女子体育大学と新渡戸文化高等学校との
　　　　　　　　　　　　　　　　　　　　　　高大連携に関する協定締結式典」
　　　　グラフィック　　鳳蘭事務所　　　　「カレンダー（鳳蘭2017）」
- 平成２９年

　　　　グラフィック　　鳳蘭事務所　　　　「ブローシャー（鳳蘭2017MESSAGE）」
　　　　ディレクション　新渡戸文化高校　　「団扇」
　　　　グラフィック　　新渡戸文化高校　　「応援旗」
　　　　生活ギア　　　　安寿／アロン化成株式会社　「室内トイレ提案」
　　　　グラフィック　　鳳蘭事務所　　　　「カレンダー（鳳蘭2018）」

## 研究テーマ
- 立体系デザインに於けるデザインツールとしての3Dを中心としたパソコン活用
- ユニバーサルデザインの新提案
- 遊びとデザイン

## 資格
- 中学校教諭一級普通免許状
  - 教科　美術
- 高等学校教諭二級普通免許状
  - 教科　美術、工芸
- ガス溶接　技能講習修了証
- フォークリフト運転技能講習修了証